# Cá mòi cờ chấm
Cá mòi cờ chấm, tên khoa học Konosirus punctatus là một loài cá thuộc họ Clupeidae. Chiều dài từ 160mm đến 200mm.